# Fabienne Hartweger
Fabienne Hartweger, née le 29 septembre 1992 à Schladming, est une biathlète et fondeuse autrichienne. 

## Carrière
Membre du club WSV Ramsau am Dachstein, elle commence sa carrière internationale en ski de fond dans des compétitions de la Coupe des Alpes en 2008 et cela jusqu'en 2009. Ensuite, elle se concentre sur le biathlon.
Elle fait ses débuts individuels sur le circuit de la Coupe du monde en mars 2014 à Kontiolahti.
Elle marque ses premiers points en ouverture de la saison 2016-2017 à Östersund grâce à une 21e place sur l'individuel, ce qui restera son seul placement dans le top 40. Plus tard dans l'hiver, elle obtient sa première victoire dans l'IBU Cup au sprint de Val Martello. Elle est aussi présente aux Championnats du monde à Hochfilzen en Autriche.
Elle prend sa retraite sportive en 2020.
Elle est en relation avec le sauteur à ski Christoph Neumayer.

## Palmarès

### Championnats du monde
| Édition / Épreuve | Individuel | Sprint | Poursuite | Mass start | Relais | Relais mixte |
| ----------------- | ---------- | ------ | --------- | ---------- | ------ | ------------ |
| Hochfilzen 2017   | 78e        | 83e    | —         | —          | —      | 9e           |

Légende :
- — : non disputée par Hartweger

### Coupe du monde
- Meilleur classement général : 86e en 2017.
- Meilleur résultat individuel : 21e.

#### Classements en Coupe du monde
| Saison    | Individuel | Individuel | Sprint | Sprint   | Poursuite | Poursuite | Mass start | Mass start | Général | Général  |
| Saison    | Points     | Position   | Points | Position | Points    | Position  | Points     | Position   | Points  | Position |
| --------- | ---------- | ---------- | ------ | -------- | --------- | --------- | ---------- | ---------- | ------- | -------- |
| 2016-2017 | 20         | 45e        |        |          |           |           |            |            | 20      | 86e      |

### IBU Cup
- 1 victoire (en sprint).